# Heinz Harbauer
Heinz Georg Harbauer (* 1. Juli 1943 in Asch; † 15. März 2019 in München) war ein deutscher Gewerkschafter. Er war Mitglied des Bayerischen Senats von 1984 bis 1999.

## Leben
Harbauer besuchte die Volks- und die Berufsschule in Selb (Oberfranken) und legte die Prüfung zum Industriekaufmann ab. Daraufhin war er drei Jahre lang in der Textil- und Keramikindustrie angestellt. Nach einer zweijährigen Tätigkeit in der Bundeswehr studierte er an der Akademie für Betriebswirtschaft. 1966 begann seine hauptamtlich Tätigkeit bei der Deutschen Angestellten-Gewerkschaft. Dort war er zunächst Landesjugendleiter in Bayern und Bundesjugendsekretär in Hamburg, danach Geschäftsführer und Bezirksleiter in Mannheim, später in München, danach Landesverbandsleiter und Vorsitzender des DAG-Bildungswerkes in Bayern und nach der Wende kurzfristig auch Landesverbandsleiter in Sachsen. In dieser Zeit war er auch Vorsitzender des Aufsichtsrats der Bauprojektierung Plauen. Daneben war Harbauer ab 1973 Arbeitsrichter, ab 1978 Landesarbeitsrichter und ab 1983 für zwei Jahrzehnte Arbeitnehmervertreter im Aufsichtsrat der Bayerischen Vereinsbank bzw. HypoVereinsbank. Von 1984 bis zur Auflösung 1999 gehörte er dem Bayerischen Senat an. 1987 wurde er zudem Mitglied des Verwaltungsrats der Bayerischen Landeszentrale für neue Medien.
Harbauer gehörte zu den "Gründungsvätern" der Vereinten Dienstleistungsgewerkschaft (ver.di) in Bayern und wurde 2001 zum stellvertretenden Landesbezirksleiter gewählt; er übernahm das Ressort Bildung in der Landesbezirksleitung Bayern. Das Bildungswerk der Vereinten Dienstleistungsgewerkschaft in Bayern leitete er als Vorstandsvorsitzender bis 2005.